# Entrena
Entrena je mali gradić u istočnoj Španjolskoj, u blizini La Rioja. 

## Stanovništvo
Ima 1.451 stanovnika (2008.).

## Vanjske poveznice
- www.entrena.org  Arhivirana inačica izvorne stranice od 20. prosinca 2020. (Wayback Machine)